# 胜利纪念碑 (弗赖堡)

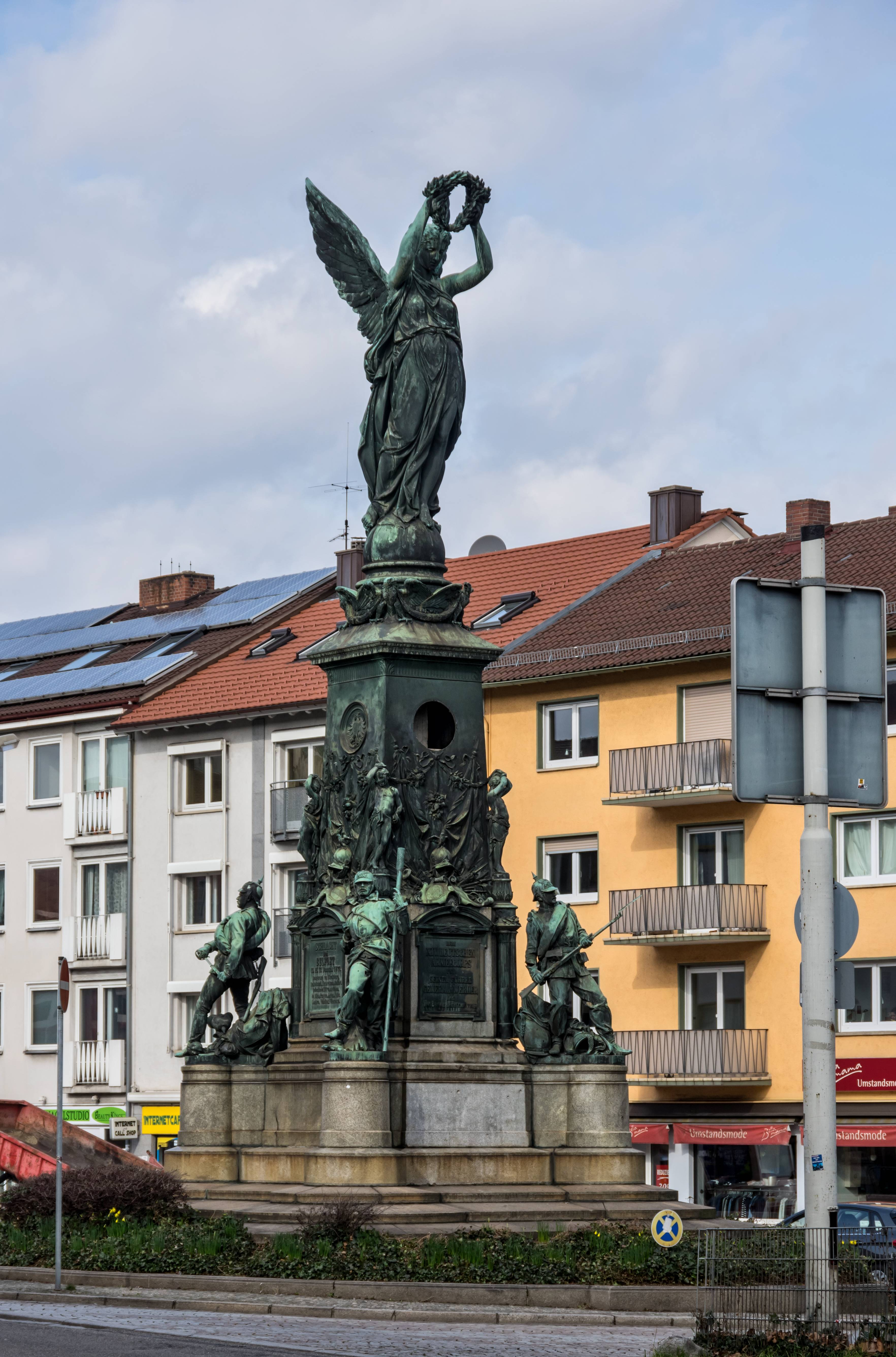

胜利纪念碑（Siegesdenkmal）是德国弗赖堡的一个纪念碑，献给在1871年普法战争蒙贝利亚尔战役中获胜的德军十四军团，其士兵大部分来自巴登地区。
胜利纪念碑位于弗赖堡历史中心的北部边缘，毗邻旧日的军营。第二次世界大战后，它向西移动了100米。
胜利纪念碑的建造资金来自巴登地区各个城市，并组织德国雕塑家举行了设计竞赛，由分别来自德累斯顿、斯图加特、柏林、慕尼黑和维也纳的五位艺术家和艺术鉴赏家组成评审团，最终获胜者为来自卡尔斯鲁厄的Karl Friedrich Moest。设计模型展示在奥斯定会博物馆。
纪念碑落成于1876年10月3日。

## 设计
纪念碑设有正方形基座，用黑森林地区的花岗岩建造，四面均有台阶。顶部为胜利女神雕像，手持桂冠。底座描绘的是四位勇士。

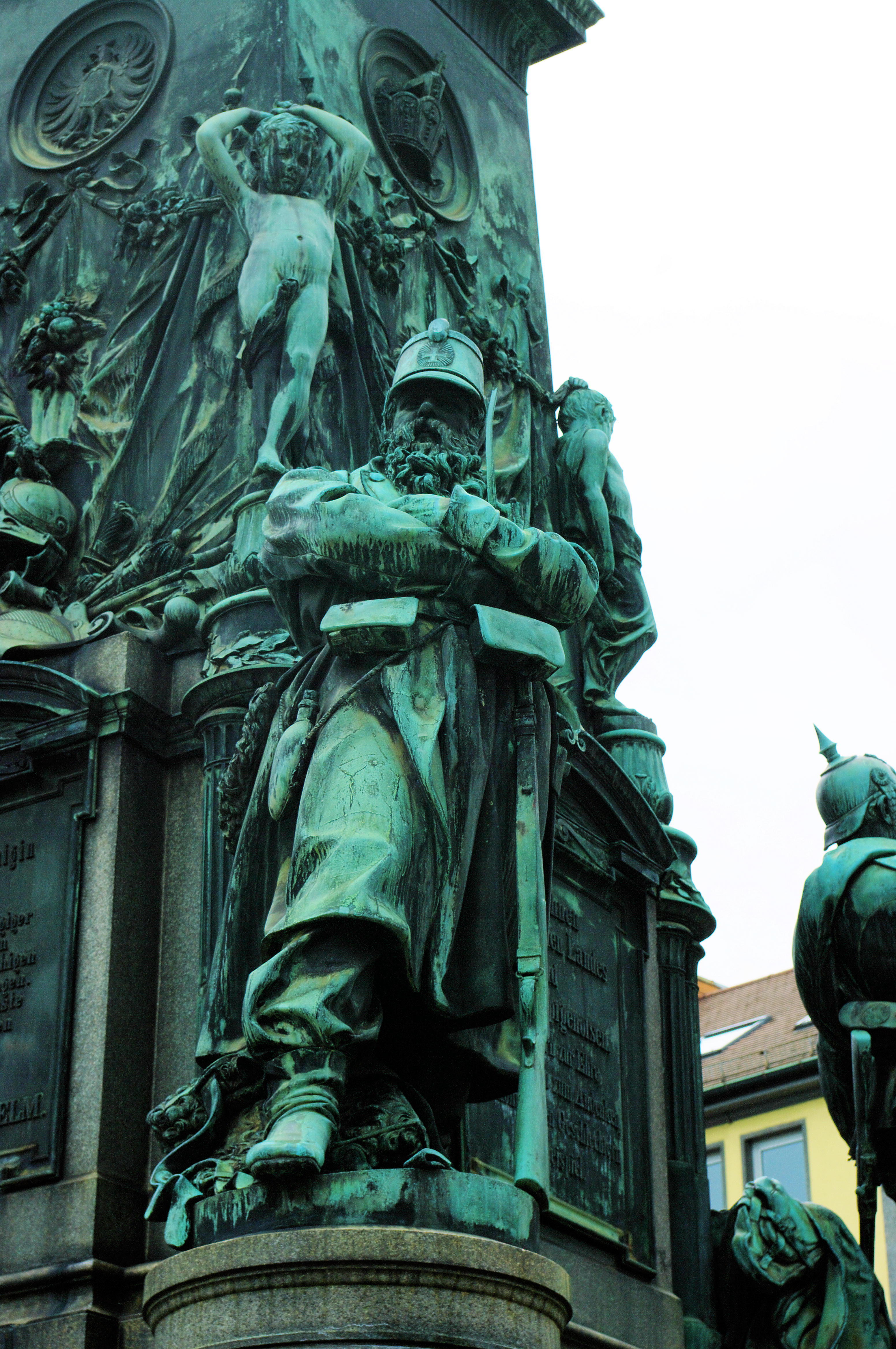
Statue 1
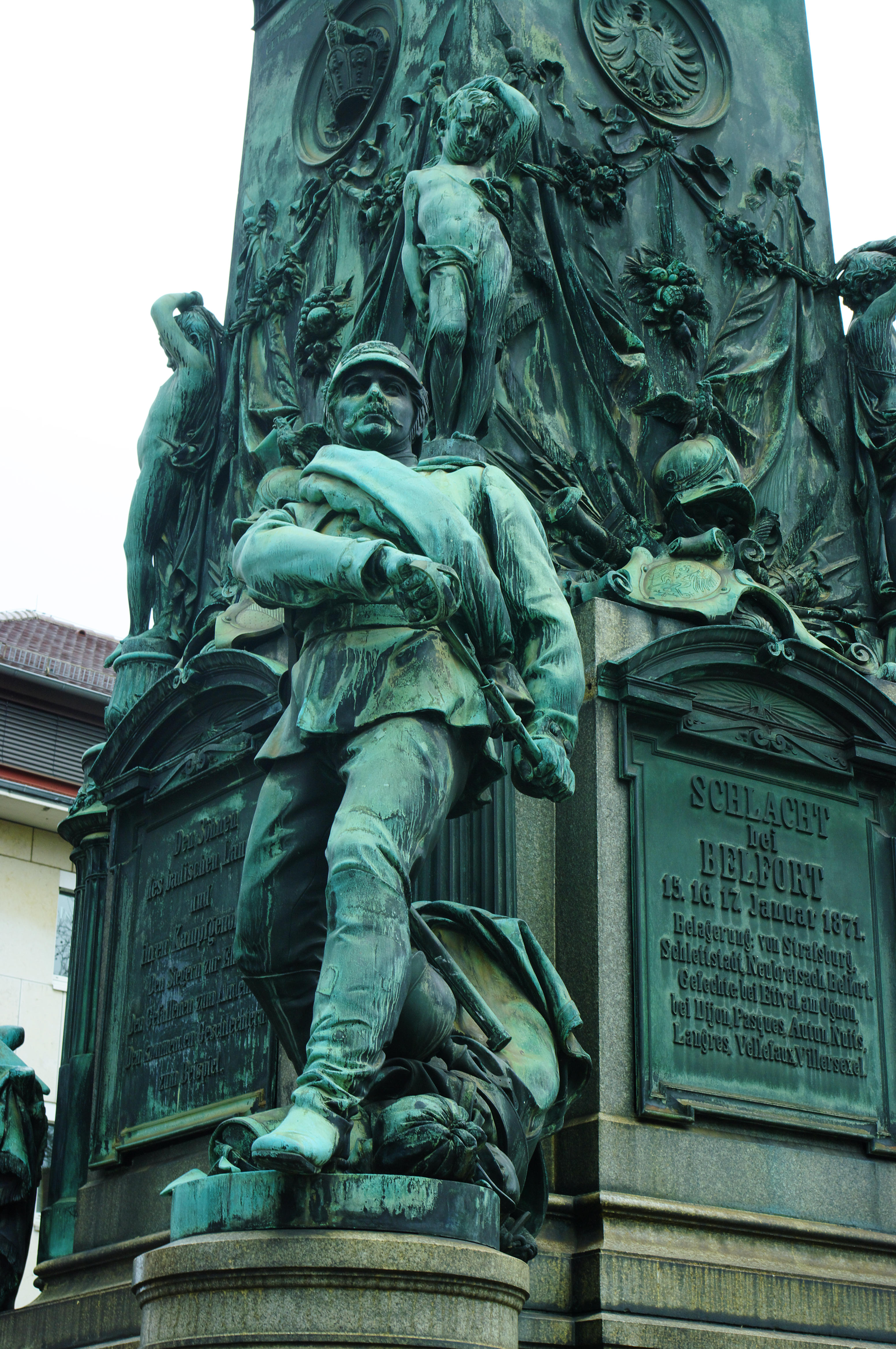
Statue 2
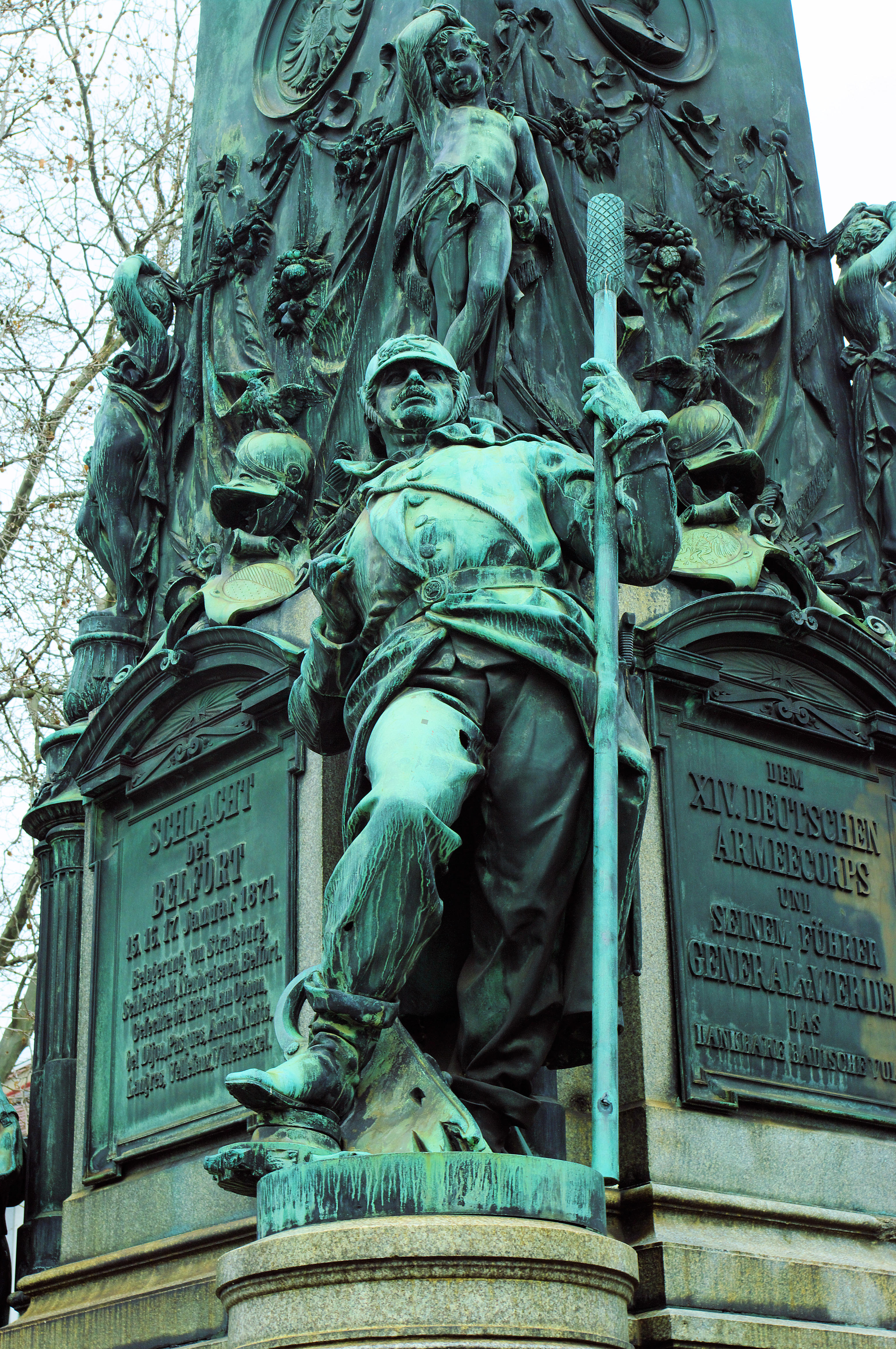
Statue 3
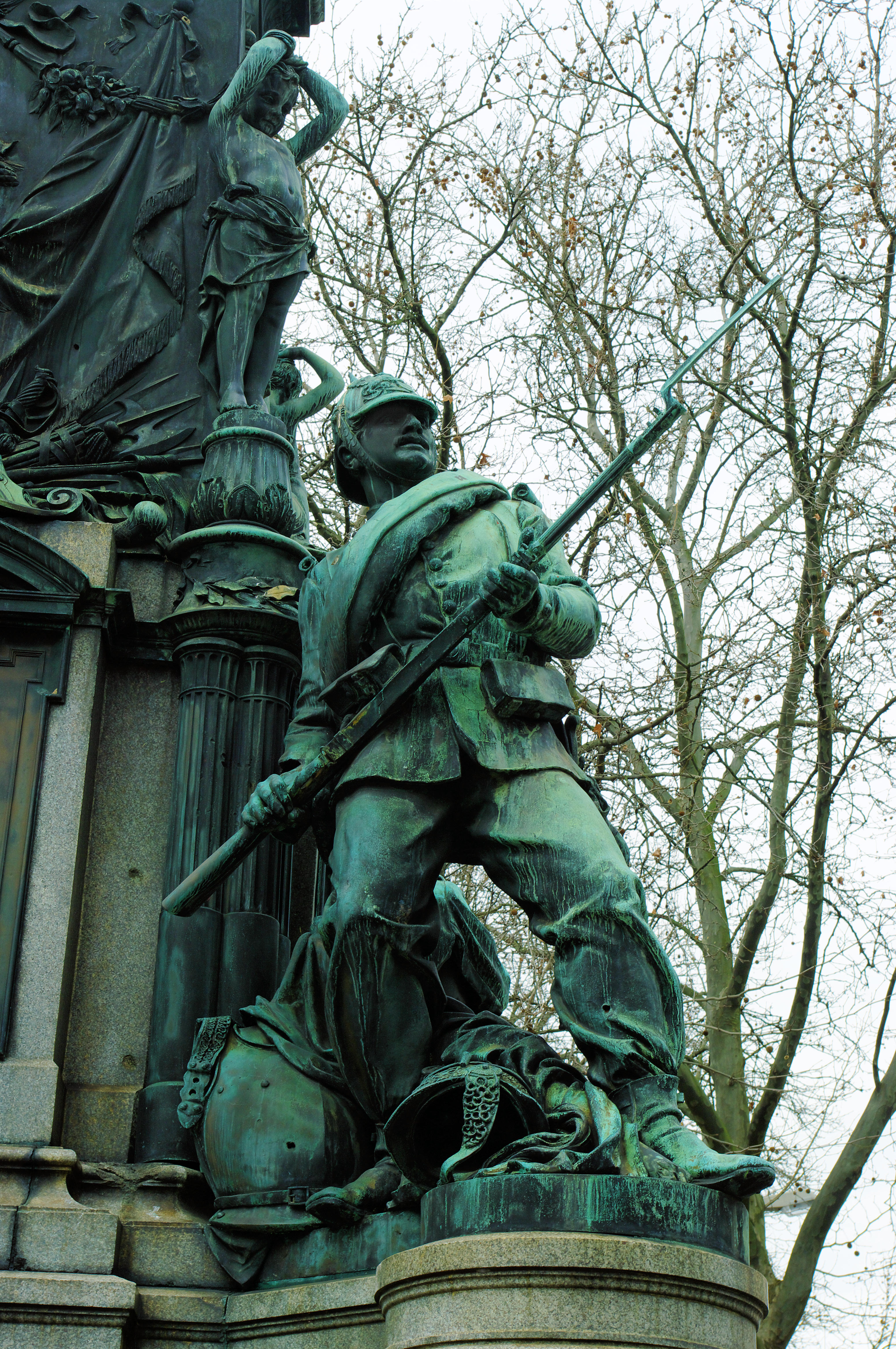
Statue 4